# Gallows
Gallows je anglická hardcore punková kapela, která v hudební oblasti působí od roku 2005. Debutová deska Orchestra of Wolves, vydaná roku 2006, byla distribuována ve Spojených státech nezávislým vydavatelstvím Epitaph Records. Později kapela uzavřela smlouvu s hudebním vydavatelstvím Warner Music Group, pod jehož křídly vydala druhé album s názvem Grey Britain, které spatřilo světlo světa v květnu 2009. Roku 2011 z Gallows odešel zpěvák Frank Carter a nahradil jej bývalý zpěvák Alexisonfire Wade McNeill. V září 2012 spolu vydali nové album pojmenované pouze Gallows. V únoru 2013 kapelu opustil i Carterův bratr, Stephen, aby se mohl věnovat svému projektu Ghost Riders in the Sky. V únoru roku 2015 chtějí vydat EP Desolation Sounds. Gallows jsou známi především svými energickými výstupy a ateistickými názory.